# Haplotaxodon microlepis
Haplotaxodon microlepis là một loài cá thuộc họ Cichlidae. Nó được tìm thấy ở Burundi, Cộng hòa Dân chủ Congo, Tanzania, and Zambia. Nó là loài đặc hữu của Lake Tanganyika.